# NGC 735
NGC 735 je spirální galaxie v souhvězdí Trojúhelníku. Její zdánlivá jasnost je 13,3m a úhlová velikost 1,8′ × 0,8′. Je vzdálená 213 milionů světelných let, průměr má 110 000 světelných let. Je členem kupy galaxií Abell 262. Galaxii objevil 13. září 1784 William Herschel.